# ارگون باتماز
آرگون باتماز (انگلیسی: Ergün Batmaz؛ زادهٔ ۱۶ ژوئیهٔ ۱۹۶۷) وزنه‌بردار اهل ترکیه بود.
وی در مسابقات کشوری و بین‌المللی در مجموع برندهٔ ۱ مدال طلا، ۲ مدال نقره، ۴ مدال برنز شده‌است.